# Mogollón (Nuevo México)

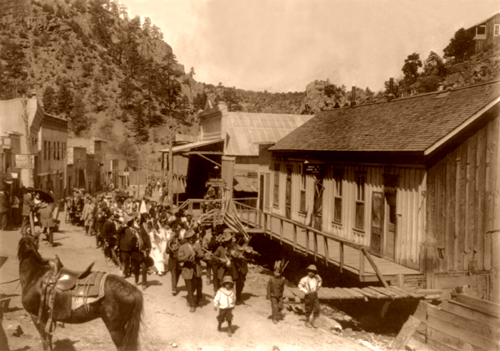
Mogollón en 1914 durante una celebración local.

Mogollón (en inglés, Mogollon) es un despoblado localizado en el condado de Catron, Nuevo México, Estados Unidos. El lugar es considerado un Distrito Histórico en este país.

## Historia
En el año 1870 el soldado James Cooney realizaba labores de exploración en las cercanías del cañón Mineral Creek. En su camino encontró varias vetas de oro y plata; pero, en ese momento, no hizo público el descubrimiento. No fue hasta 1876 que regresó al sitio con un camarada para explotar el valioso metal, sin embargo su labor fue perturbada por ataques de los nativos apaches. Retornó dos años más tarde y pronto se expandió la noticia del hallazgo, lo cual provocó el arribo de más gambusinos. En 1880 los nativos embistieron a los mineros y causaron la muerte de algunos de ellos, incluido Cooney. Su hermano James retomó la empresa.
Hacia 1890 el emplazamiento creció y llegó a albergar algunos negocios, además había servicio de diligencias con Silver City. Asimismo, más yacimientos fueron explotados, destacando entre ellos el conocido como Little Fannie. Esta excavación, a pesar de su cuantiosa productividad, también causaba graves enfermedades pulmonares a los trabajadores.  En este tiempo la población creció de 3000 a 6000 habitantes. No faltaba la presencia de apostadores, asaltantes, y pistoleros que le dieron mala reputación a Mogollón. Por otro lado, varios desastres azotarían al pueblo, pues una serie de incendios e inundaciones asolarían el lugar durante el transcurso de los años. En 1909 su población era de unas 2000 personas que disfrutaban de ciertos establecimientos como panadería, teatro, hoteles y almacenes. También se hallaban burdeles localizados en dos «zonas rojas».
Por causa de la Primera Guerra Mundial los precios del oro y la plata cayeron, lo que ocasionó que muchas minas locales cerraran. Hubo cierto repunte en los años 1930, pero, la Segunda Guerra Mundial, más un grave incendio en 1942, provocaron la decadencia definitiva de Mogollón. A pesar de todo, fue hasta los años 1950 que la mina Little Fannie cerraría operaciones. En 1987 la localidad fue declarada como «Distrito Histórico». Un centenar de edificios continúan en pie, entre los que cabe mencionar el Silver Creek Inn y el Coates & Moore, donde existe un museo. En el sitio residen unas 15 personas.